# Les Innocents
Les Innocents je francouzský hraný film z roku 1987, který režíroval André Téchiné podle vlastního scénáře. Snímek měl světovou premiéru 23. prosince 1987.

## Děj
Jeanne přijíždí do města na jihu Francie. Zde se seznámí se Stéphanem a poté Saïdem. Stéphane se stýká s krajně pravicovými aktivisty.

## Obsazení
| Sandrine Bonnaire  | Jeanne     |
| Simon de La Brosse | Stéphane   |
| Abdel Kechiche     | Saïd       |
| Jean-Claude Brialy | Klotz      |
| Tanya Lopert       | Klotzová   |
| Marthe Villalonga  | hoteliér   |
| Jacques Nolot      | lékař      |
| Philippe Landoulsi | lékař      |
| Marie France       | zpěvačka   |
| Stéphane Onfroy    | Alain      |
| Christine Paolini  | Maïté      |
| Krimo Bouguetof    | Noureddine |
| Pierre Grisoli     | Frankie    |

## Ocenění
- César: nejlepší herec ve vedlejší roli (Jean-Claude Brialy); nominace v kategoriích nejlepší film, nejlepší režie (André Téchiné),  nejlepší filmová hudba (Philippe Sarde) a  nejlepší zvuk (Dominique Hennequin a Jean-Louis Ughetto)